# ダミアン・ヒル
ダミアン・ヒル（Damien Hill）は、オーストラリアのラグビー指導者。現在トップリーグリコーブラックラムズのヘッドコーチ。

## 略歴
サントリーサンゴリアス、レベルズなどのコーチを歴任して、2014年、リコーブラックラムズのヘッドコーチに就任。3シーズン務めた。
その後2019年、リコーブラックラムズのヘッドコーチに復帰。